# Dolní Domaslavice
Obec Dolní Domaslavice (polsky Domasłowice Dolne, německy Nieder Domaslowitz) se nachází v okrese Frýdek-Místek v Moravskoslezském kraji. Dolní Domaslavice se nachází na břehu vodní nádrže Žermanice. Leží na dvou katastrálních územích, Dolní Domaslavice a Volovec. Žije zde přibližně 1 500 obyvatel. Sousedními obcemi sídla jsou Soběšovice, Těrlicko, Dolní Tošanovice, Třanovice, Horní Domaslavice, Horní Tošanovice a Lučina.

## Historie
Dolní Domaslavice byly jako většina obcí v této lokalitě majetkem těšínských knížat. Důležitá zmínka z roku 1250 pojednává o koupi statku v Domaslově. Statek se jmenoval Sobergarden.[zdroj?] V roce 1604 byly prodány celé Dolní Domaslavice knížeti Adamovi Sczypianovi z Kretezina.[zdroj?] V roce 1848 byly Domaslavice uznány jako samostatná obec.

## Zajímavosti
Jedná se o velmi starou vesničku pocházející dle písemných záznamů z roku 1305. Byl zde lihovar a pivovar. Domaslavické pivo se vařilo do roku 1900. V obci se také nacházela tzv. Solárna (největší sklad soli na obchodní cestě z Polska).
Nacházel se zde zámek, resp. malý klasicistní zámeček, který dal v roce 1804 postavit rytíř Jiří Ohm Janušovský z Vyšehradu a stával na břehu řeky Lučiny na hranici s obcí Soběšovice. V letech 1951 byla zamítnuta žádost o příspěvek na údržbu objektu. Krátkou dobu sloužil zámek jako skladiště při výstavbě Žermanické přehrady. Před napuštěním přehrady byl zámek zbořen a jeho místo pohlceno vodou.

## Obyvatelstvo

Věková struktura obyvatel obce Dolní Domaslavice roku 2011

## Církve a náboženské společnosti

### Římskokatolická církev
Římští katolíci patří k farnosti v sousedních Horních Domaslavicích.

### Slezská církev evangelická augsburského vyznání
V době reformace náležel evangelíkům v Domaslavicích kostel. S nástupem rekatolizace byl kostel dne 25. března 1654 evangelíkům odebrán. V letech 1709–1781 patřili ke kostelu v Těšíně, od roku 1781 ke kostelu v Dolních Bludovicích. Roku 1950 se připojili k nově založenému sboru Slezské církve evangelické a. v. v Třanovicích. V obci stojí evangelická kaple, která prošla v letech 1967–1967 generální přestavbou. Kaple je obklopena malým hřbitovem.